# Rheodithella swetlanae
Espèce
Rheodithella swetlanae est une espèce de pseudoscorpions de la famille des Tridenchthoniidae.

## Distribution
Cette espèce est endémique du Pakistan. Elle se rencontre vers Malam Jabba.

## Publication originale
- Dashdamirov, 2005 : Pseudoscorpions from the mountains of northern Pakistan (Arachnida: Pseudoscorpiones). Arthropoda Selecta, vol. 13, no 4, p. 225-261 (texte intégral).